# HMS Repulse (1892)
O HMS Repulse foi um couraçado pré-dreadnought operado pela Marinha Real Britânica e a quarta embarcação da Classe Royal Sovereign. Sua construção começou em janeiro de 1890 no Estaleiro Real de Pembroke e foi lançado ao mar em fevereiro de 1892, sendo comissionado na frota britânica em abril de 1894. Era armado com uma bateria principal composta por quatro canhões de 343 milímetros montados em duas barbetas duplas, tinha um deslocamento carregado de mais de quinze mil toneladas e alcançava uma velocidade máxima de 17,5 nós (32,4 quilômetros por hora).
O Repulse teve uma carreira tranquila e sem incidentes que consistiu principalmente em manobras e exercícios de rotina mais viagens diplomáticas para portos estrangeiros. Começou seu serviço atuando na Frota do Canal, frequentemente servindo como sua capitânia, sendo então transferido em 1902 para a Frota do Mediterrâneo em Malta. Voltou para casa e 1903 e pelos anos seguintes passou por grandes reformas, sendo colocado na reserva ao final destas no início de 1905. Pouco fez depois disso até ser descomissionado em fevereiro de 1911, sendo desmontado em seguida.

## Características

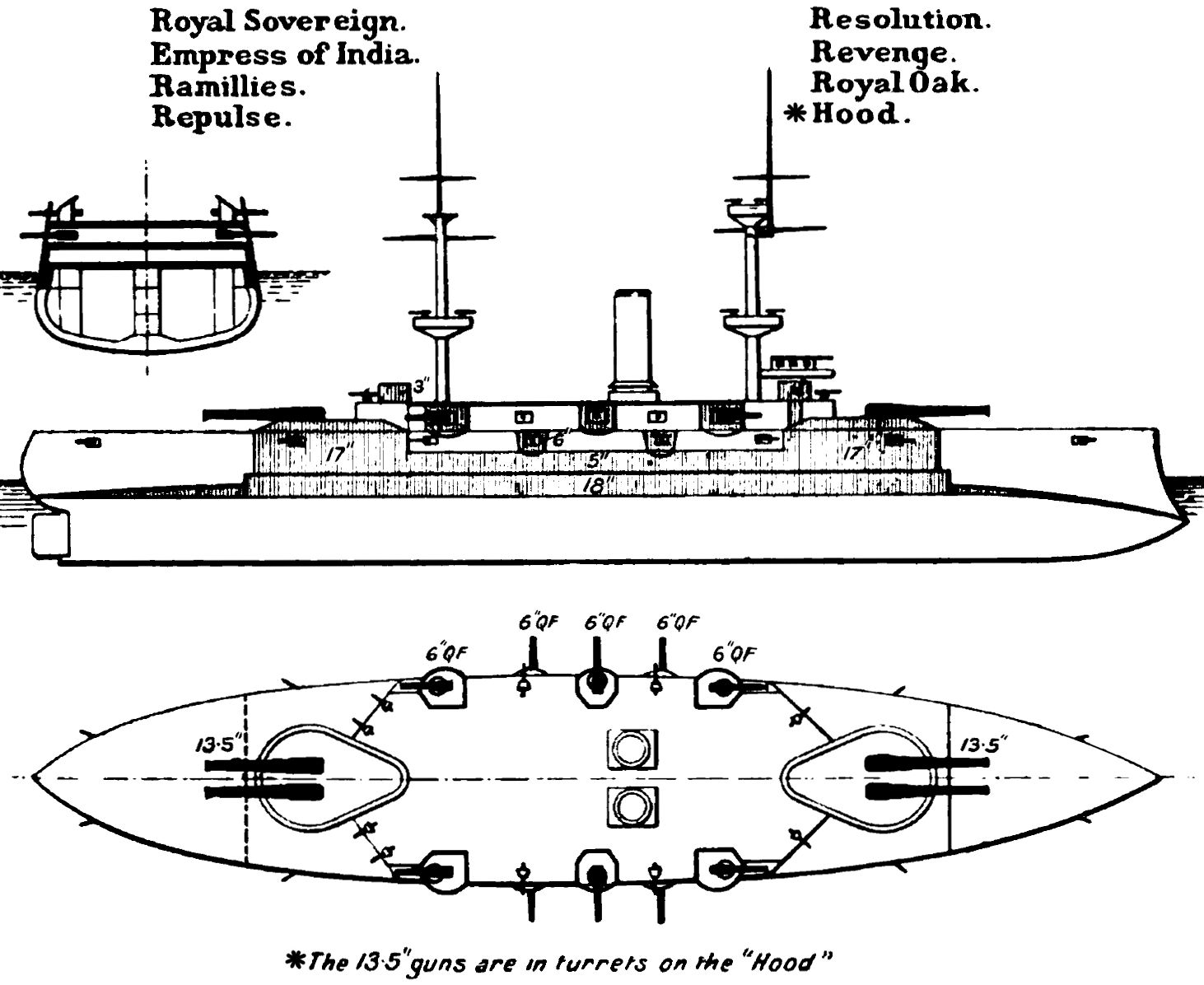
Desenho da Classe Royal Sovereign

O Repulse tinha 125,1 metros de comprimento de fora a fora, boca de 22,9 metros e calado de 8,4 metros. Tinha um deslocamento normal de 14 380 toneladas e um deslocamento carregado de 15 830 toneladas. Seu sistema de propulsão era composto por oito caldeiras cilíndricas que alimentavam dois motores Humphrys & Tennant verticais de tripla-expansão com três cilindros. A potência total forçando-se as caldeiras era de 11 150 cavalos-vapor (8,2 mil quilowatts) para uma velocidade máxima de 17,5 nós (32,4 quilômetros por hora). Podia carregar até 1 443 toneladas de carvão para uma autonomia de 4 720 milhas náuticas (8 740 quilômetros) a dez nós (dezenove quilômetros por hora). Sua tripulação era composta por 670 oficiais e marinheiros.
O armamento principal era composto por quatro canhões calibre 32 de 343 milímetros montados em duas barbetas abertas, uma à vante e uma à ré da superestrutura. O armamento secundário tinha dez canhões calibre 40 de 152 milímetros em casamatas. A defesa contra barcos torpedeiros consistia em dezesseis canhões de 57 milímetros e doze canhões Hotchkiss de 47 milímetros. O navio também foi equipado com sete tubos de torpedo de 356 milímetros. O cinturão principal de blindagem tinha 356 a 457 milímetros de espessura, sendo fechado em cada extremidade por anteparas transversais de 356 a 406 milímetros. Acima ficava uma camada de proteção de 102 milímetros com anteparas oblíquas de 76 milímetros. As barbetas tinham 279 a 432 milímetros, enquanto as casamatas tinham 152 milímetros. O convés blindado tinha espessura de 64 a 76 milímetros. A torre de comando de vante tinha laterais de 305 a 356 milímetros e a torre de ré tinha 76 milímetros.

## Carreira

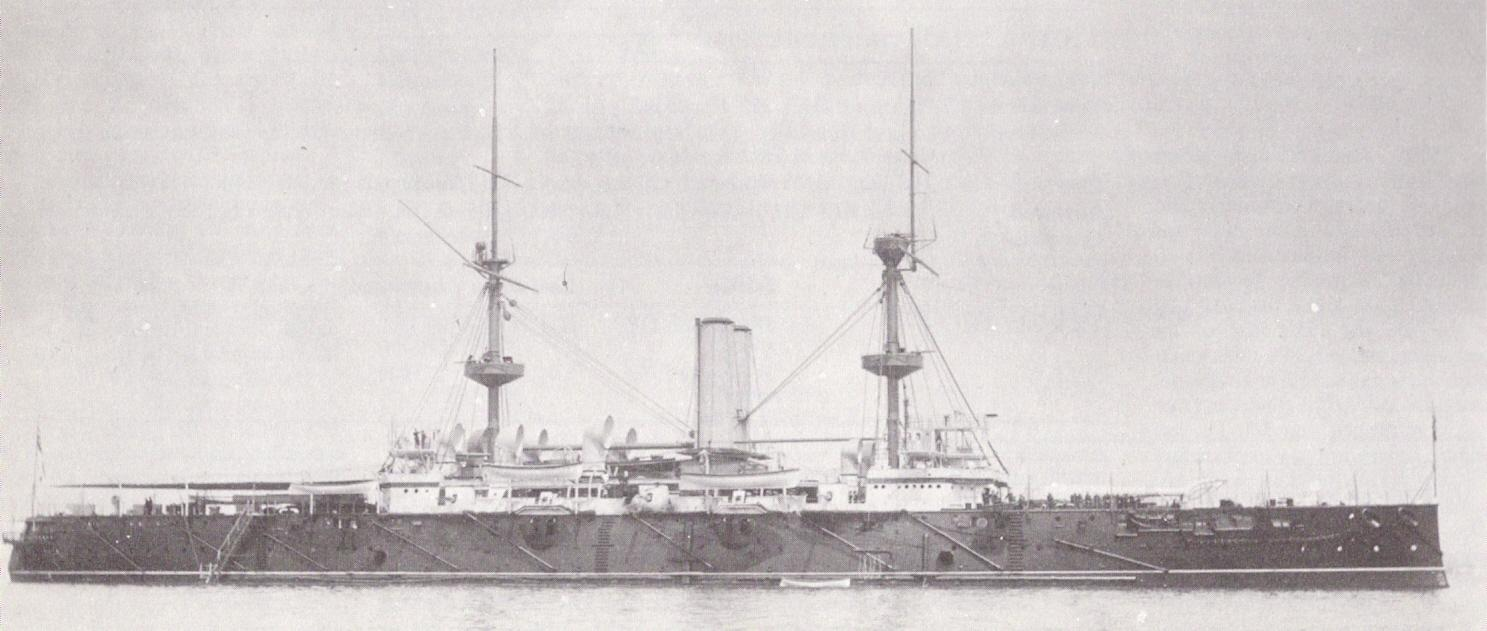
O Repulse em 1894

O Repulse foi o décimo navio da Marinha Real Britânica com esse nome. Seu batimento de quilha ocorreu em 1º de janeiro de 1890 na rampa de lançamento Nº 1 no Estaleiro Real de Pembroke. Foi lançado ao mar em 27 de fevereiro de 1892 e batizado pela Sra. Philipps, esposa de sir Charles Philipps, 1º Baronete e Lorde Tenente de Haverfordwest. Foi transferido em 5 de dezembro para o Estaleiro Real de Portsmouth, onde foi completado e comissionado em 21 de abril de 1894, tendo custado 915 302 libras esterlinas. Quatro dias depois substituiu o ironclad HMS Rodney na Frota do Canal. Participou em agosto das manobras anuais no Mar da Irlanda e Oceano Atlântico como parte da "Frota Azul". De 19 a 24 de junho de 1895 visitou a Alemanha para a inauguração do Canal Imperador Guilherme. O couraçado novamente participou de manobras anuais entre julho e agosto. Mais manobras ocorreram em julho de 1896, desta vez ao sudoeste do Reino Unido e com o Repulse como parte da "Frota A". O navio colidiu com seu irmão HMS Resolution em 18 de julho, mas não ficou significativamente danificado. Sofreu uma explosão em um de seus depósitos de carvão em 23 de dezembro, com nove tripulantes ficando feridos.
O navio esteve presente em 26 de junho de 1897 em Spithead para uma revista naval para o jubileu de diamante da rainha Vitória. No mês seguinte participou das manobras anuais, desta vez no litoral da Irlanda. Entre julho e agosto de 1899 as manobras ocorreram no Oceano Atlântico, com o Repulse participando como parte da "Frota A". Ele colidiu com uma barca ancorada em 4 de fevereiro de 1900 enquanto deixava Sheerness quando pegou uma corrente forte. Envolveu-se novamente em manobras anuais no Atlântico em agosto de 1900, desta vez como parte da "Frota A1". O couraçado encalhou na lama em 27 de agosto de 1901 quando era rebocado, mas foi reflutuado intacto duas horas depois.
O Repulse deixou o Reino Unido em 5 de abril de 1902 para se juntar à Frota do Mediterrâneo, chegando em Malta duas semanas depois. Participou entre 29 de setembro e 6 de outubro de exercícios combinados entre a Frota do Mediterrâneo, Frota do Canal e Esquadra de Cruzadores próximo do litoral da Cefalônia e Moreia. Deixou Malta em 29 de novembro de 1903, chegando em Plymouth em 10 de dezembro. Foi tirado de serviço em 5 de fevereiro de 1904 para passar por reformas. Foi recomissionado ao final das reformas em 3 de janeiro de 1905 para serviço na reserva com uma tripulação mínima, participando das manobras da Frota de Reserva em julho. Sua tripulação foi transferida para o couraçado HMS Irresistible em 27 de novembro de 1906, recebendo uma nova tripulação. O Repulse foi para Devonport em 25 de fevereiro de 1907 para atuar como embarcação de serviço especial. Foi substituído nesta função pelo couraçado HMS Majestic em 2 de agosto de 1910. Foi para Portsmouth em dezembro, sendo tirado de serviço em definitivo em fevereiro de 1911. Foi vendido em 11 julho para a Thos. W. Ward por 33,5 mil libras, chegando em Morecambe para ser desmontado em 27 de julho.